# Стефан Киров (юрист)
Вижте пояснителната страница за други личности с името Стефан Киров.
Стефан Киров Абаджиев е български юрист, ректор на Софийския университет през 1906/1907 и 1912/1913 академична година, академик в Българска академия на науките и професор в Софийския университет.

## Биография
Роден е на 12 август  1861 г. стар стил  (24 август 1861 г. нов стил) в Ески Заара (днес Стара Загора). Баща му е абаджия. Негов по-голям брат е офицерът Георги Абаджиев. По-късно двамата подпомагат отглеждането на бъдещия поет Кирил Христов, техен племенник, останал от малък сирак. През 1880 г. постъпва в Робърт колеж в Цариград и го завършва в 1885 г. През 1886 – 1888 г. следва социални науки в Женевския университет, където завършва Licencié en Sciences sociales. От 1889 до 1892 г. следва обща философия и държавни науки в Лайпциг. Завършва политически и административни науки (1896) и право (1897) в Брюкселския свободен университет. От 1 октомври 1894 г. е извънреден преподавател по държавно и конституционно право в Софийския университет. Между 1 януари 1896 г. и 14 май 1898 г. е редовен доцент в Катедрата по държавно и конституционно право. От 1 юни 1902 г. е извънреден професор, а от 15 февруари 1906 г. до 5 септември 1934 г. е редовен професор и титуляр на катедрата, която през 1921 г. е преименувана на Катедра по общо държавно и българско конституционно право. Води курсовете по общо държавно право, българско конституционно право, административно право, земеделско право и горско право.
Ректор на университета през 1906/1907 академична година (уволнен по време на Университетската криза заради публичната си опозиция срещу правителството) и 1912 – 1913 година. Декан на Юридическия факултет през 1900/1901, 1909/1910, 1911/1912 и 1925/1926 академична година. От 1907 година е действителен член на Българското книжовно дружество.
Главен редактор е на вестник „Новини“, по-късно „Вести“, и на списание „Мир чрез съюзяване“ (1919 г.) и на френското издание „Pax per foederationem“.
Умира на 23 април 1948 г. в София.

## Членства
Стефан Киров е член на Международната дипломатическа академия в Париж, Института за административни науки в Букурещ, член-кореспондент е на Американския институт по право и сравнително законодателство, почетен член на Института за административни науки в София. През 1921 – 1924 г. е член на Постоянния арбитражен съд в Хага.

## Научни трудове
Автор е на редица научни трудове, по-значимите от тях са:
- Киров, Стефан. Критичен поглед върху текста на Българската конституция //  Годишник на Софийския университет; Annuaire de L'Universite de Sophia 1.   1905. с. 223-256.
- Киров, Стефан. Против абсолутическото схващане на върховната държавна власт (Ректорска реч, 25 XII 1906 г.) //  Годишник на Софийския университет; Annuaire de L'Universite de Sophia 3-4.   1908. с. 37-60.
- „Кратък курс по общо държавно право“ (1908)
- „Кратък курс по българско конституционно право“ (1920)
- „Българско конституционно право. Ч. 1. Устройство на българската държава“ (1938)